# Vegeta
Vegeta (ベジータ Bejīta?) ( /vəˈʤiːtə/), también nombrado como Príncipe Vegeta IV (ベジータ 王子 四世 Bejīta-ōji Yon-sei?), es un personaje de ficción de la franquicia Dragon Ball creado por Akira Toriyama. Vegeta aparece por primera vez en el capítulo #204 Sayonara, Son Goku (さようなら孫悟空 Sayōnara Son Gokū?), publicado en la revista Weekly Shōnen Jump el 7 de noviembre de 1988, buscando las dragon balls que conceden deseos para ganar la inmortalidad.
Es el hijo mayor del Rey Vegeta (Vegeta III), nacido en el Planeta Vegeta del Universo 7, siendo el príncipe y heredero del trono por pertenecer a la Familia Real de la raza Saiyajin. Es uno de los pocos sobrevivientes de la destrucción de su planeta a manos de Freezer. Es extremadamente arrogante, orgulloso y trabajador; constantemente se refiere a su herencia y estatus real a lo largo de la serie. Cree que debe ser considerado como el luchador más fuerte del Universo y se obsesiona con superar a Goku después de perder su primera batalla con Los Guerreros Z. Tras la muerte de Freezer, Vegeta se une más tarde a los héroes para frustrar amenazas mayores al universo, sobre todo Cell, Majin Buu, Beerus, Zamasu y Broly. A lo largo de la serie, el papel de Vegeta cambia de villano a antihéroe y luego como uno de los héroes, sin dejar de ser un rival de Goku.
Vegeta ha sido aclamado como uno de los personajes más icónicos no solo en la franquicia Dragon Ball, sino también en la historia del manga y el anime en general. A menudo se le cita como uno de los ejemplos más populares de personajes rivales en la industria, debido a su arco de personaje y narrativa a lo largo de Dragon Ball Z.

## Desarrollo
Siguiendo la tendencia de que los nombres de los miembros de la raza Saiyajin son juegos de palabras con verduras, el nombre de Vegeta es un juego de palabras con la palabra vegetal en sí. Toriyama declaró que cuando recibió una gran cantidad de correos de fanes que le decían que no matara a Vegeta, lo hizo a propósito. Después del lanzamiento de Dragon Ball Z: La batalla de los dioses, Toriyama expresó interés en que Vegeta fuera el protagonista en caso de otra película animada, aunque insistió en que esta era solo su intención y que no se había tomado ninguna decisión.

### Actores de doblaje

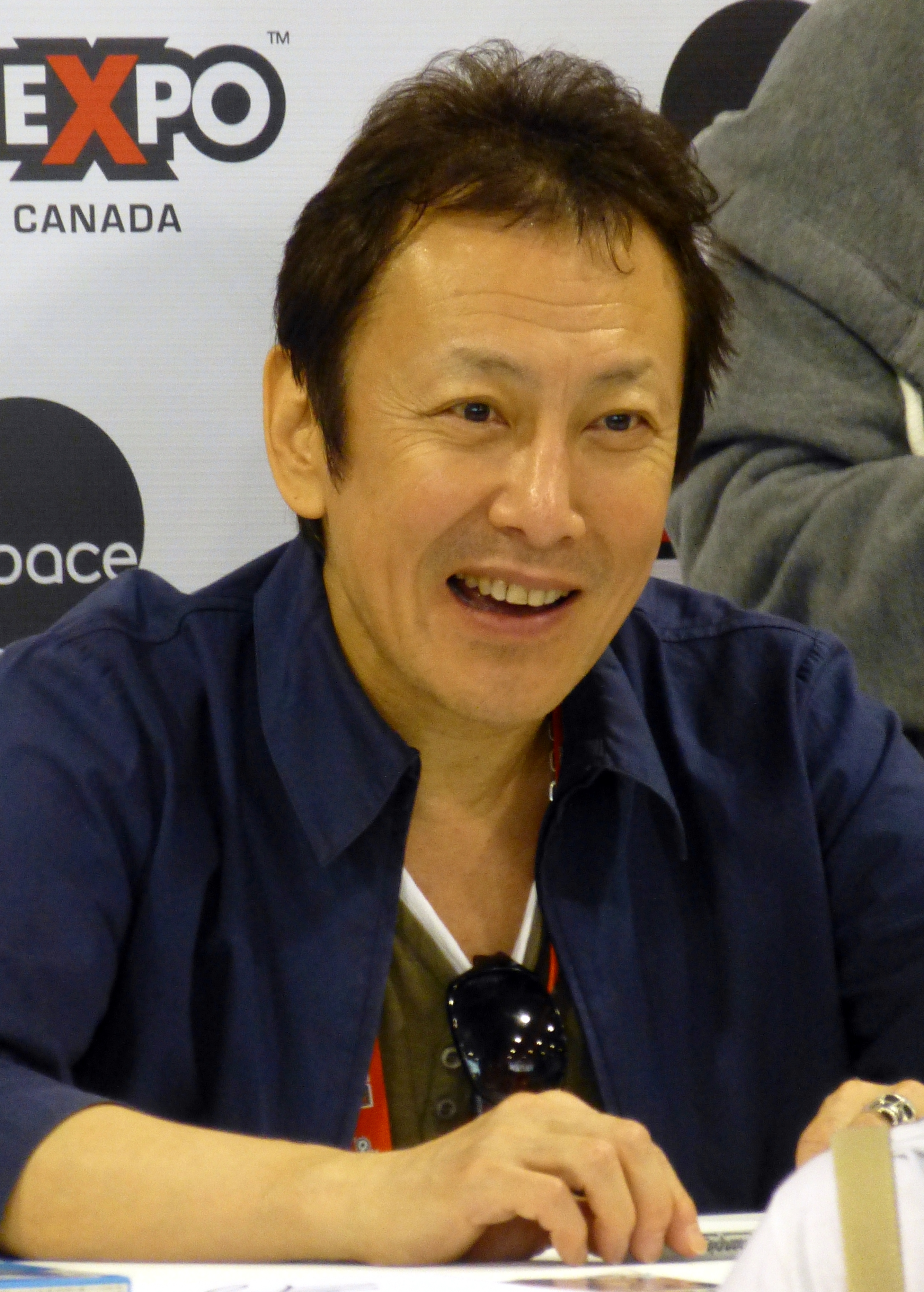
Ryō Horikawa ha sido el actor de voz japonés de Vegeta en todos los medios de Dragon Ball

En la versión japonesa original del anime y en todos los demás medios, la voz de Vegeta es Ryō Horikawa.
En el doblaje hispanoamericano, Vegeta fue interpretado por René García en Dragon Ball Z, Dragon Ball GT, Dragon Ball Super, así como todas las películas de la franquicia. En Dragon Ball Z Kai el actor Andrés Gutiérrez Coto fue quien le dio voz hasta el capítulo 98.
En el doblaje español para España, Vegeta fue interpretado por Alejandro Albaiceta (hasta el episodio 24) de Dragon Ball Z, y por Alberto Hidalgo en el resto de Z, en Dragon Ball GT, todas las películas de Z y hasta el episodio 52 de Dragon Ball Super, durante el resto de Super el actor Paco Prieto fue quien le dio voz, incluyendo las películas de Dragon Ball Super: Broly y Dragon Ball Super: Super Hero.

## Apariciones

### Dragon Ball Z
Vegeta es presentado como el orgulloso príncipe de la raza Saiyajin (サイヤ人, Saiya-jin) y el primer villano importante de la serie Dragon Ball Z. Viaja a la Tierra con su compañero Nappa para usar las Dragón Balls y desear la inmortalidad. Nappa lucha fácilmente contra los héroes de la Tierra y mata a Ten Shin Han, Chaoz y Piccolo en el proceso. Goku luego llega después de completar su entrenamiento con Kaiosama. Goku derrota fácilmente a Nappa, quien luego es asesinado por Vegeta, por la vergüenza de ser derrotado por un Saiyajin de clase baja como Goku. Vegeta pelea y vence a Goku en una pelea muy cerrada después de recurrir a su forma de Ozaru, pero no puede vencer a los Guerreros Z debido a sus heridas sufridas. Agotado y siendo constantemente acosado por Gohan, Krilin y Yajirobe, apenas escapa con vida y es humillado por el hecho de que Goku le suplicó a Krilin que le perdonara la vida. Vegeta viaja al planeta Namek en un intento de desear la inmortalidad usando las Bolas de Dragón de ese planeta, evitando que el tirano Freezer haga el mismo deseo en el proceso. A su llegada, Vegeta se las arregla para matar a muchos de los secuaces de Freezer y también destruye sin piedad a toda una aldea namekiana indefensa por su Bola de Dragón. Más tarde Vegeta se ve obligado a formar equipo con Gohan, Goku, Piccolo y Krilin para que puedan luchar contra Freezer. También mata a la mayoría de los miembros de las Fuerzas Ginyu. En última instancia, es derrotado y posteriormente asesinado por Freezer mientras le pide a Goku que lo vengue a él y a todos los demás Saiyajin. Vegeta es revivido involuntariamente con un deseo de las Bolas de Dragón de la Tierra.
Después de la derrota final de Freezer, Vegeta elige quedarse en la Tierra y tiene un hijo llamado Trunks con Bulma. Tres años después, Vegeta finalmente se convierte en Super Saiyajin y fácilmente destruye al Androide 19, enviado por el Dr. Gero para matar a Goku. Sin embargo, incluso como Super Saiyajin, es fácilmente derrotado por la Androide 18. Luego, Vegeta asciende más allá del nivel Super Saiyajin mientras entrena con Trunks desde una dimensión alternativa en la Sala del Espíritu y el Tiempo (精神と時の部屋) y humilla a Cell, que ha absorbido al Androide 17. El exceso de confianza de Vegeta lo lleva a permitir que Cell absorba a la Androide 18, logrando su forma "perfecta". Después de que Vegeta no logra derrotar a Cell Perfecto, se ve obligado a participar en el torneo de artes marciales de Cell conocido como Cell Games, en el que realiza una intervención crucial para que Gohan pueda dominar y derrotar a Cell.
Siete años después, Vegeta se deja consumir por el poder maligno de Babidi por su propio deseo de volverse lo suficientemente poderoso como para luchar y derrotar a Goku. Luego se lanza a una matanza indiscriminada para provocar que Goku luche contra él. Sin embargo, cuando el monstruo Majin Buu revive como resultado de la energía liberada de su pelea, Vegeta noquea a Goku para ir a enfrentar a Majin Buu. Vegeta luego se enfrenta a Majin Buu solo y termina sacrificándose en un intento por derrotar al monstruo, dedicando su sacrificio a Bulma, Trunks y también a Goku. Con todos los demás luchadores muertos o absorbidos, Vegeta puede recuperar su cuerpo y regresa a la Tierra para ayudar a Goku, el último guerrero que queda, contra la amenaza de Buu. A regañadientes combina cuerpos con Goku usando los Pendientes Pothara, para crear al guerrero fusionado Vegetto, quien abruma por completo a Buu con su fuerza. Finalmente, Vegetto se deja absorber por Buu para liberar a los otros héroes absorbidos, pero esto conduce a la división de la fusión. Goku y Vegeta logran liberar a sus aliados que han sido absorbidos por Buu, lo que hace que experimente una nueva transformación, desembocando en su regreso a su forma original: Kid Buu. En el planeta de los Kaioshin, Vegeta lucha contra Buu nuevamente para ganar tiempo para que Goku reúna energía para la Genkidama, que usa para derrotar al monstruo de una vez por todas. Es durante esta pelea que Vegeta finalmente admite a Goku como su amigo.

### En las películas de Toriyama, Dragon Ball Super y Dragon Ball GT
Además, Vegeta aparece en ocho de las películas de Dragon Ball Z; en la sexta, Vegeta acude en ayuda de Goku contra Cooler, frustrando su intento de impulsar la Estrella Big Gete con su energía sobrecargándola; en la séptima, Vegeta parece ayudar a los demás a combatir una nueva ola de androides, destruyendo al Androide 15; en la octava, Vegeta muestra dudas en la lucha contra Broly debido a su inmensa fuerza, aunque la supera a tiempo para suministrar a Goku su energía, contribuyendo a la derrota de Broly; en la novena, Vegeta se retira de un torneo, desilusionado por la muerte de Goku, pero viene a ayudar a Trunks cuando cree que está en peligro; en la duodécima, después de pasar un momento difícil con Janemba, Vegeta se fusiona con Goku para formar a Gogeta quien derrota a Janemba fácilmente; en la decimotercera, Vegeta pelea con Hildegarn después de que él destruye su casa; en la decimocuarta, Vegeta intenta apaciguar a Beerus para que no destruya la Tierra y supera a Goku brevemente después de un aumento de poder de rabia provocado por Beerus abofeteando a Bulma; y por último, en la decimoquinta, Vegeta se entrena fuera del planeta con Whis y regresa a la Tierra para combatir al resucitado Freezer, siendo asesinado por él cuando destruye la Tierra.
Después de las dos últimas películas y la adaptación al anime en Dragon Ball Super, Vegeta participa en un torneo donde derrota a Frost, Magetta, y Kyabe, pero es derrotado por el asesino Hit. Viaja al Planeta Potaufeu para recuperar a Goten y Trunks, donde lucha contra una copia de sí mismo. Luego se reúne con Trunks del Futuro y comienza a entrenar para luchar contra Black Goku, también entrena a Trunks para la pelea. Vegeta viaja al futuro para contrarrestar a Black Goku, pero es derrotado y regresa al pasado. Vegeta se cura y regresa al futuro para una revancha. Al no poder derrotar a Black Goku antes de viajar al presente, donde entrena, le da la fuerza suficiente para vencer a Black Goku en su próximo encuentro. Vegeta y Goku luego se encuentran con su pelea contra Zamasu Fusionado, forzándolos a fusionarse una vez más en Vegetto, quien se separa tras usar mucha energía. Vegeta luego ayuda a Trunks a derrotar a Zamasu. Vegeta pierde una batalla con Arale, y luego se niega a entrenar con Goku debido al embarazo de Bulma. Cuando nace su hija, Bra, Vegeta desarrolla un fuerte apego a ella y se vuelve muy protector sobre su bienestar.
Vegeta decide participar en el Torneo del Poder para proteger a su familia. Durante el torneo, Vegeta logra derrotar a numerosos luchadores. Derrota a Toppo, quien logró el poder de un Dios de la Destrucción, y luego ayuda a Goku a luchar contra el último miembro restante del Universo 11, Jiren. Es durante su pelea con Jiren y Toppo que Vegeta rompe sus límites por su propia voluntad. Con dos minutos restantes en el torneo, Jiren derrota a Vegeta, quien luego, entre lágrimas, envía lo último de su poder restante a Goku. En la película Dragon Ball Super: Broly, Vegeta y Goku luchan contra el nuevo recluta de Freezer, el Saiyajin Broly, pero resulta demasiado poderoso para cualquiera de ellos. Sin otras opciones, Vegeta aprende la Danza de la Fusión y se fusiona con Goku, convirtiéndose en Gogeta y deteniendo el alboroto de Broly. Después de estos eventos, Vegeta y Goku habían sido reclutados por la Patrulla Galáctica para detener al malvado brujo Moro, quien escapó junto con sus compañeros. Se enfrentan y no logran derrotarlo, sufriendo heridas de la batalla. Vegeta decide ir a Yardrat para entrenar y obtener un medio para detener a Moro. Al regresar después de haber usado el Shunkanido, Vegeta le quita la energía vital robada a Moro y revive a las víctimas de Namek en un acto de redención usando la Partición Forzada del Espíritu. Mantiene la ventaja, golpeando salvajemente al brujo hasta que la marea se vuelve contra su favor cuando Moro absorbe a uno de sus camaradas para reforzar su poder, golpeando a Vegeta hasta dejarlo inconsciente. Cuando Moro comienza a absorber la energía de la Tierra después de haberse fusionado con ella, Vegeta curado llega justo a tiempo para ayudar a Goku no solo fisionando la energía de él para evitar que oculte su punto débil, sino también recolectando personalmente la energía necesaria de él. los otros miembros del Equipo Dragón y Oob se lo envían a Goku para que canalice su forma de Ultra Instinto una vez más y mate a Moro (mientras salva el planeta) para siempre.
En la secuela del anime Dragon Ball GT, Vegeta se enfrenta a un Gohan poseído por Baby. Baby poseyó a Vegeta durante su batalla a pesar de la fuerte resistencia de Vegeta, y la fusión resultante Baby Vegeta lucha contra Goku. Vegeta luego se separa del cuerpo de Baby antes de que Baby sea destruido. Más tarde, lucha contra el Super Androide 17, pero nuevamente, es derrotado y casi asesinado. Cuando Omega Shenron causa estragos, él se fusiona con Goku en Gogeta estando ambos en Super Saiyajin 4, pero los dos finalmente vuelven a la normalidad. Luego, Vegeta se despide de Goku, quien deja el deber de proteger la Tierra en manos de Vegeta antes de volar hacia el cielo en Shenron.

### En otros medios
En los episodios de relleno de Dragon Ball Z, ambientados durante el arco de Saiyajin, Vegeta y Nappa viajan a Arlia mientras están en el espacio, siendo aclamados como un héroe después de salvar a la gente allí. Después de irse, Vegeta destruye el planeta desde el espacio. Después del arco de Namek, Vegeta viaja a través del espacio en un intento finalmente fallido de encontrar a Goku, derrotando a los restos del ejército de Freezer. Después del arco de Buu, Vegeta asiste a una reunión con los otros héroes.
Vegeta ha aparecido en muchos videojuegos relacionados con la franquicia Dragon Ball como personaje jugable y como jefe. En varios juegos, Vegeta es capaz de transformarse en un Super Saiyajin 3, introducido por primera vez en Dragon Ball Z: Raging Blast. En el juego de 2003 Dragon Ball Z: Budokai 2, Vegeta puede ser absorbido por Buu como una de las formas alternativas exclusivas del juego. En el juego de arcade de 2010 Dragon Ball: Heroes, Vegeta supera a Super 17 antes y después de fusionarse con el Androide 18. Una versión de Vegeta poseído por el Imperio Oscuro también aparece en el juego. En el juego de 2015 Dragon Ball Xenoverse, Vegeta sirve como mentor del personaje del jugador, enseñando el Galick Ho, el Bombardeo Final, el Disparo Brillante y el Destello Final. También ha aparecido en otros videojuegos no relacionados con Dragon Ball, como Jump Super Stars, Jump Ultimate Stars, e incluso en el juego cruzado de Dragon Ball Z/One Piece/Naruto y el juego crossover Battle Stadium D.O.N.
Vegeta ha hecho varias apariciones en otros manga, una de las cuales es en la autoparodia de Dragon Ball de Akira Toriyama, Nekomajin, donde lucha contra el personaje principal. En el cruce de Dragon Ball y One Piece, Cross Epoch, Vegeta es re-imaginado como el capitán de una tripulación de piratas aéreos que incluye a Trunks, Usopp y Nico Robin. El 15 de septiembre de 2006, Vegeta hizo una aparición especial en un capítulo del manga Kochira Katsushika-ku Kameari Kōen-mae Hashutsujo, Super Kochikame, titulado Kochira Namek-Sei Dragon Kōen-mae Hashutsujo (こちらナメック星ドラゴン公園 Esta es la estación de policía del Dragón frente al parque en el planeta Namek). Vegeta aparece en el manga Karate Shoukoushi Kohinata Minoru en el Capítulo 178. Dos personajes van a un restaurante que presenta boxeo Muay Thai en vivo y Vegeta está animando de fondo. También hace una aparición en un solo panel en el especial de Toriyama Dragon Ball Minus: La Partida del Niño Predestinado de 2014. También apareció en los nuevos Dragon Ball Super y Dragon Ball Heroes.
Vegeta también ha sido víctima de una parodia: el número de Weekly Shōnen Jump Gag Special 2005 publicado el 12 de noviembre de 2004 incluía un manga de parodia de Dragon Ball de un solo disparo de Bobobo-bo Bo-bobo. El manga fue un recuento humorístico de la batalla inicial entre Goku y Vegeta; Jelly Jiggler era Goku y Don Patch era Vegeta.
Vegeta ha hecho dos contribuciones a la música: en la octava entrega de la serie Hit Song Collection titulada Character Special 2, Vegeta canta la canción "Vegeta-sama no Oryori Jigoku!!". La canción se centra en Vegeta cocinando un Okonomiyaki especial, y en Dragon Ball Kai: Song Collection canta la canción "Saiyan Blood", de la que se jacta de lo genial que es. Otras canciones relacionadas con Dragon Ball que se centran en Vegeta son "Koi no Nazonazo" de Kuko y Tricky Shirai que se centra en su relación con Bulma y "Ai wa Ballad no Yō ni ~ Vegeta no Theme ~" de Shin Oya que representa las reflexiones de Vegeta sobre su vida y luego su familia actual.

## Habilidades
Hasta que le cortaron la cola, Vegeta podría convertirse en una gigantesca criatura parecida a un mono llamada Ozaru (大猿, literalmente "Gran Mono") al mirar la luna llena, una habilidad común de todos los Saiyajin con cola. Vegeta tiene la capacidad de crear y mejorar ataques con el uso de ki. También tiene la capacidad de usar Bukū-jutsu (舞空術, lit: "Técnica de Baile Aéreo"), lo que le permite volar. El entrenamiento constante y su herencia Saiyajin le han dado una gran fuerza, durabilidad, velocidad y reflejos sobrehumanos. Vegeta puede aumentar su fuerza, velocidad, resistencia, invulnerabilidad y velocidad de vuelo muchas veces si dirige ki hacia ellos.
Se sabe que Vegeta da nombres a sus diversos ataques de energía. En su primera aparición, se ve que Vegeta usa ataques similares a varios de los protagonistas de la serie, como el Kienzan (気円斬, Kienzan), un disco similar a un láser capaz de cortar objetos sólidos. Una onda similar al Kamehameha de Goku. Uno de sus ataques más conocidos es el Galick Ho (ギャリック砲, Gyarikku Hō), aunque lo usa solo una vez en la serie propiamente dicha; durante su batalla contra Goku en un intento por destruir la Tierra. Más tarde desarrolla las técnicas del Ataque Big Bang (ビッグ・バン・アタック, Biggu Ban Atakku) y el Destello Final (ファイナルフラッシュ, Fainaru Furasshu), técnicas que son mucho más poderosas que sus antiguos ataques de energía. Una de las tácticas más utilizadas de Vegeta en la serie es cuando bombardea a un oponente con una serie de pequeñas explosiones de ki. No se sabe que tenga un nombre oficial para este ataque, pero ocasionalmente se le llama Bolas de Energía de Fuego Rápido (連続エネルギー弾, Renzoku Enerugī Dan). En Dragon Ball GT, Vegeta muestra un nuevo y poderoso ataque, titulándolo el Ataque de Resplandor Final (ファイナルシャインアタック, Fainaru Shain Atakku), donde usa su mano izquierda para disparar un enorme rayo de ki verde que se ensancha con la distancia. Debido a su inmensa fuerza y poder, Vegeta, junto con muchos otros personajes de la franquicia Dragon Ball, puede destruir planetas enteros, si no sistemas estelares o galaxias, con ataques únicos si así lo desea.
Vegeta también posee varias transformaciones que mejoran enormemente sus habilidades en diversos grados. Obtiene la capacidad de transformarse en un Super Saiyajin y, a través del entrenamiento, puede transformarse aún más en estados avanzados de Super Saiyajin a medida que avanza la serie. Vegeta luego logró el inmensamente poderoso Super Saiyajin Blue (超サイヤ人ゴッドSS（スーパーサイヤ人ゴッドスーパーサイヤ人, Sūpā Saiya-jin Goddo Sūpā Saiya-jin) transformación que obtuvo bajo la tutela de Whis. Durante su pelea con Jiren, un mortal más fuerte que un destructor, Vegeta desbloquea una transformación llamada Super Saiyajin Blue Evolution al romper sus límites más extremos. Vegeta también puede fusionarse con Goku y crear un guerrero que tenga el poder y las habilidades combinados de ambos. Un método consiste en utilizar los Pendientes Pothara, que el Viejo Kaioshin le presentó a Goku. Esto resulta en una Fusión Pothara creando a Vegetto (ベジット, Bejitto), quien, en su reaparición en Dragon Ball Super, también puede transformarse en un Super Saiyajin Blue. El otro método consiste en realizar la Danza de la Fusión Metamoru, que crea a Gogeta (ゴジータ, Gojīta).

## Recepción

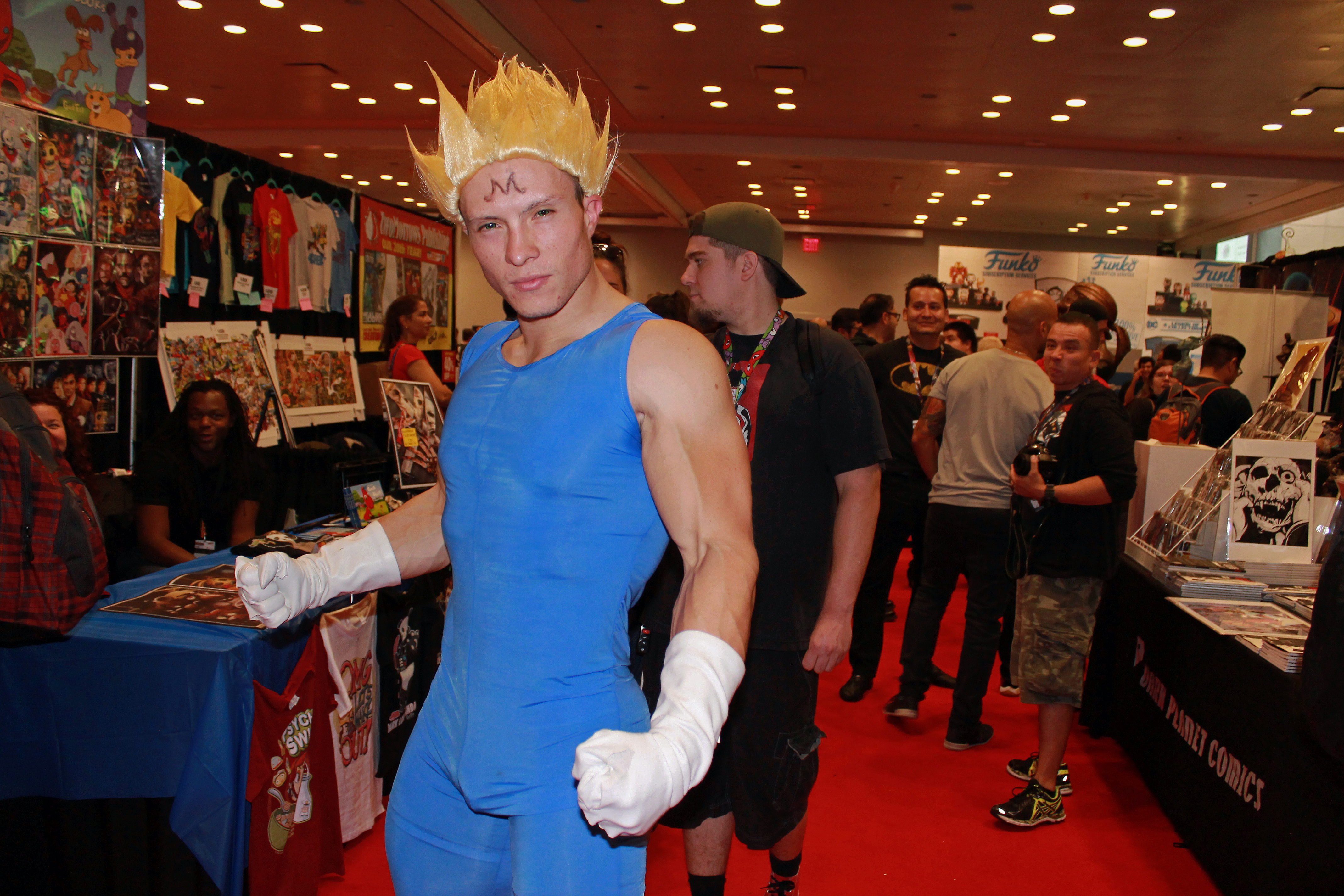
Cosplayer que retrata la apariencia de Vegeta cuando está bajo la influencia de Babidi.

Vegeta generalmente ha recibido elogios de varios críticos de manga, anime y otros medios. Theron Martin de Anime News Network señaló que el orgullo de Vegeta es parcialmente responsable del éxito de la serie. También se comentó que su lucha contra Goku durante el arco final de la historia fue muy entretenida, a pesar de su duración, así como de los estilos de lucha de Goku y Vegeta, que Martin consideró que se habían vuelto obsoletos. En otra revisión, Theron notó que Vegeta superó su orgullo para ayudar a derrotar a Cell como la mejor escena de la lucha contra dicho antagonista debido a cómo crea el clímax de la escena. Todd Douglass Jr. de DVD Talk comentó sobre las habilidades y la ira de Vegeta, señalando que son una buena combinación para cualquier pelea a pesar de que es una batalla unilateral debido a lo poderoso que es. Douglass llamó a su revelación como villano durante la aparición de Babidi, "la verdadera carne" de la historia. Carlos Ross de Them Anime Reviews encontró que la relación de Vegeta y Bulma tiene demasiado potencial cómico y comenta que tal caracterización se perdió.
Vegeta es un personaje popular en la serie, ocupando el cuarto lugar en la encuesta de popularidad de personajes de Dragon Ball de 1993 votada por los lectores de Weekly Shōnen Jump, y subió al segundo lugar en la de 1995. En 2004, los fanáticos de la serie lo votaron como el segundo personaje más popular para una encuesta en el libro Dragon Ball Forever.
También ha habido múltiples críticas a su relación con Bulma y los escritores la encontraron forzada. En About.com "Top 8 Historias de Amor de Anime", la relación de Vegeta y Bulma ocupó el segundo lugar con Katherine Luther comentando que tal relación era impredecible para los fanes. El actor de voz japonés Toru Furuya expresó su sorpresa de que Trunks fuera el hijo de Bulma y Vegeta del futuro a pesar del hecho de que Yamcha y Bulma a menudo estaban en una relación y Yamcha se convirtió en un tramposo para causar tal cambio. Hiromi Tsuru, la primera actriz japonesa de Bulma, también se sorprendió por este cambio, creyendo que su personaje terminaría con Yamcha. La actriz de voz de Bulma bromeó diciendo que era difícil para ella amar a Vegeta, habiendo pensado que Bulma terminaría con Yamcha. La escritora de Mania Entertainment, Briana Lawerence, incluyó a Vegeta en el noveno lugar en el artículo 10 Dolores de Cabeza Masculinos del Anime, criticando su personalidad y su repetido deseo de superar el poder de Goku.
Vegeta ha aparecido en la encuesta Anime Grand Prix ocupando un lugar destacado en la categoría "Mejor Personaje Masculino" en la encuesta de 1991 y la encuesta de 1992. Vegeta se ubicó en el puesto vigésimo primero en la lista de personajes de anime más importantes de todos los tiempos de IGN en 2009, llamándolo "el bastardo absoluto original" que precedió a Light Yagami y Lelouch Lamperouge, y en el décimo lugar en 2014. Vegeta ocupó el tercer lugar en la lista de los 10 mejores villanos del anime de IGN en 2014, diciendo: "El chico malo más famoso que se volvió no tan malo de todo el anime. Vegeta comenzó como un punk alienígena con una racha sádica y un complejo de inferioridad. pero con el tiempo se convirtió en uno de los amigos de Goku, y de vez en cuando, si se sentía bien ese día, ayudaría a salvar el mundo". Una encuesta de Biglobe realizada en 2012 enumeró a Vegeta en el número 16 de los personajes tsundere favoritos de los fanáticos japoneses, el más alto entre los personajes masculinos en esa lista, y una revista tailandesa sobre personajes de anime también lo incluyó entre los tsunderes masculinos.

## Impacto cultural
La cita de Vegeta "¡Es de más de 9000!" se ha convertido en un meme de Internet y un eslogan popular que se refiere a un gran número o gran cantidad. La línea se origina en el episodio 21 de Dragon Ball Z Kai, "El Regreso de Goku", donde Vegeta es interpretado por Andrés Gutiérrez Coto.
El disfraz usado por el antagonista Killmonger en la película Black Panther de 2018 es sorprendentemente similar al disfraz de Vegeta. Killmonger es interpretado por Michael B. Jordan, quien es conocido por ser fanático de Dragon Ball. Jordan dijo que la armadura de batalla de Killmonger pudo haber sido inspirada por la armadura de batalla de Vegeta.

### Música
El rapero estadounidense Soulja Boy tiene dos canciones, tituladas "Anime" y "Goku", que hacen referencia a Vegeta en la letra.
En la canción titulada "Christ Conscious" de Joey Badass, la letra de la canción incluye la siguiente línea: Tengo Bolas de Dragón, Como si mi Nombre Fuera Vegeta.
La versión demo de la canción de "First Impressions" de Thrice tiene una muestra de Vegeta en la introducción del doblaje inglés original de Ocean: ¡De ninguna manera! ¿Cómo? ¡No puede ser! ¿Kakarotto un Super Saiyajin? Pero es un soldado de clase baja, ¡no tiene ningún sentido!
El tercer álbum lanzado por el grupo de comedia musical Starbomb presenta una canción titulada "Vegeta's Serenade". La canción se centra en Vegeta tratando de escribir una canción de amor para Bulma, pero sigue distrayéndose por su rivalidad con Goku.

### Deportes profesionales
El luchador estadounidense de la UFC Marcus Brimage es un ávido fanático de Dragon Ball Z, e incluso cita la serie como una de sus inspiraciones para dedicarse a las artes marciales mixtas. Él nombra la primera pelea entre Goku y Vegeta como una de sus batallas favoritas en la serie. La atleta estadounidense Ronda Rousey usó una camiseta que hacía referencia a Vegeta y al meme «It's under 9000!» (es menos de 9000) en WrestleMania 31 de la WWE. El jugador de Boca Juniors, Eduardo Salvio, a menudo celebra sus goles con una referencia de Dragon Ball Z, incluido el ataque Destello Final de Vegeta.